# Bulgnéville
Bulgnéville este o comună franceză situată în departamentul Vosges, în Lorena, în regiunea Grand Est. A fost reședința unui canton din 1790 până în 2014, moment în care decretele de aplicare nr. 2014-268 din 27 februarie 2014, privind delimitarea cantonelor din departamentul Vosges, au transferat oficial toate comunele din fostul canton Bulgnéville în cel de Vittel.

## Geografie

### Geologie și relief
Comuna este alcătuită din 226,79 hectare de teritorii artificializate (16,98 %), 534,91 hectare de terenuri agricole (40,04 %) și 573,93 hectare de păduri și medii seminaturale (42,96 %).
Spații naturale:
O zonă naturală de interes ecologic, faunistic și floristic (ZNIEFF): Vôge și Bassigny.

### Comune limitrofe
| Morville                  | Hagnéville-et-Roncourt | Auzainvilliers   |
| Vaudoncourt               |                        | Mandres-sur-Vair |
| Saulxures-lès-Bulgnéville | Suriauville            | Contrexéville    |

### Căi de comunicație și transport

#### Rețea rutieră
Bulgnéville este deservită de autostrada A31; ieșirea nr. 9, care duce spre comunele învecinate Contrexéville și Vittel, este de interes și pentru utilizatorii din Épinal. Centura de ocolire a orașului a fost inaugurată la 25 iunie 2005, în același timp cu devierea traficului din Contrexéville.

#### Linii SNCF
Gările cele mai apropiate sunt:
- Gara din Vittel
- Gara din Contrexéville
- Gara din Neufchâteau

#### Transport aerian
Cele mai apropiate aeroporturi sunt:
- Aeroportul Épinal – Mirecourt
- Aeroportul Nancy-Essey

### Hidrografie și ape subterane
Hidrogeologie și climatologie: Sistemul de informare pentru gestionarea apelor subterane din bazinul Rin-Meuse:
- Teritoriul comunei: Ocuparea solului (Corine Land Cover); Cursuri de apă (BD Carthage)
- Geologie: Hartă geologică; Secțiuni geologice și tehnice
- Hidrogeologie: Mase de apă subterană; BD Lisa; Hărți piezometrice

#### Rețea hidrografică
Comuna este situată în bazinul hidrografic al Meusei, în cadrul bazinului Rin-Meuse. Este drenată de pârâul Dreuve, pârâul Etang de Bulgnéville și pârâul Bois des Fosses.

### Climă
În 2010, clima comunei era de tip montan, conform unui studiu al Centrului Național de Cercetare Științifică (CNRS) pe baza unui set de date care acoperă perioada 1971-2000 bazat pe o serie de date din perioada 1971-2000. În 2020, Météo-France a publicat o tipologie a climatului pentru Franța metropolitană, în care comuna este caracterizată de un climat oceanic alterat și se află în regiunea climatică Lorena, platoul Langres și Morvan. Această zonă se distinge prin ierni aspre (1,5 °C), vânturi moderate și ceață frecventă în toamnă și iarnă.
Pentru perioada 1971-2000, temperatura medie anuală este de 9,5 °C, cu o amplitudine termică anuală de 17 °C. Cumulul anual mediu de precipitații este de 936 mm, cu 12,7 zile de precipitații în ianuarie și 9,3 zile în iulie. Pentru perioada 1991-2020, temperatura medie anuală observată la stația meteorologică Météo-France cea mai apropiată situată în comuna Saint-Ouen-lès-Parey la 6 km în linie dreaptă, este de 10,0 °C și cumulul anual mediu de precipitații este de 806,8 mm.
Parametrii climatici ai comunei au fost estimați pentru mijlocul secolului (2041-2070) conform diferitelor scenarii de emisie de gaze cu efect de seră, bazate pe noile proiecții climatice de referință DRIAS-2020. Aceștia pot fi consultați pe un site dedicat publicat de Météo-France în noiembrie 2022.

## Urbanism

### Tipologie
La 1 ianuarie 2024, Bulgnéville este clasificată drept târg rural, conform noii grile comunale de densitate în șapte niveluri, definită de INSEE (Institutul Național de Statistică și Studii Economice) în 2022. Ea este situată în afara unei unități urbane. De asemenea, comuna face parte din zona metropolitană Vittel - Contrexéville, din care este o comună a polului principal. Această zonă, care reunește 72 de comune, este clasificată în categoria zonelor cu mai puțin de 50.000 de locuitori.

### Utilizarea terenului
Ocuparea terenurilor în cadrul comunei, așa cum reiese din baza de date europeană privind ocuparea biogeografică a solurilor Corine Land Cover (CLC), este caracterizată prin prezența importantă a pădurilor și a mediilor seminaturale (43,2 % în 2018), în scădere față de 1990 (45,5 %). Repartizarea detaliată în 2018 este următoarea: păduri (43,2 %), pajiști (25,8 %), terenuri arabile (14 %), zone urbanizate (13,4 %), zone industriale sau comerciale și rețele de comunicații (3,6 %). Evoluția ocupării terenurilor în comună și a infrastructurilor sale poate fi observată pe diferitele reprezentări cartografice ale teritoriului: harta Cassini (secolul XVIII), harta de stat-major (1820-1866) și hărțile sau fotografiile aeriene ale IGN pentru perioada actuală (1950 până în prezent).

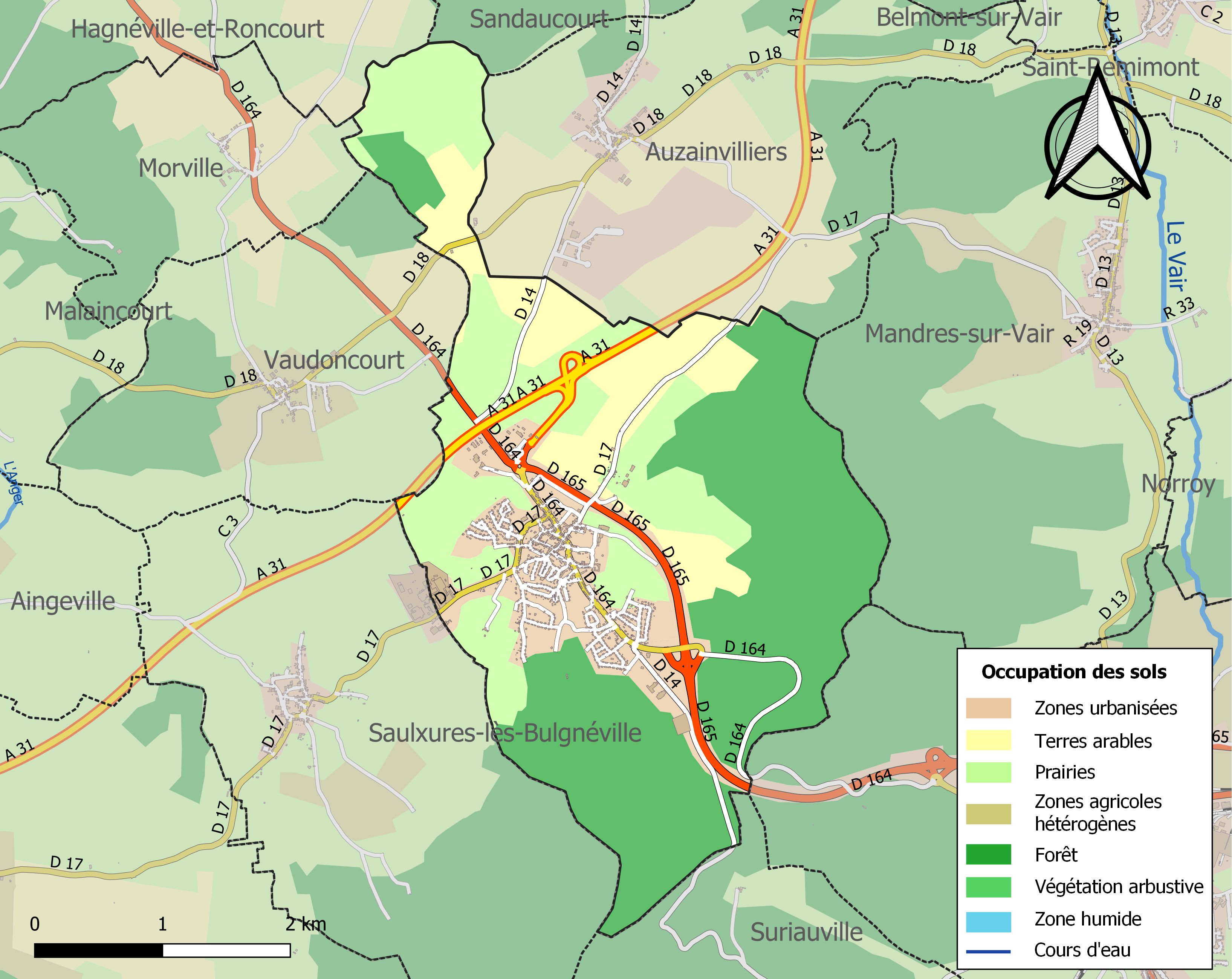
Harta infrastructurii și utilizării terenului a comunei în 2018 (CLC).

## Toponimie
Numele localității este atestat sub diferite forme de-a lungul timpului: Capellam Buluuaciville, corectat Buliniaciville (1033); Belignievilla (1169); Bulinevilla (1196); Boloniacivillam (secolul al XII-lea); Bulleneigneville (1255); Bullenneigville și Buligneigville (1256); Beligneiville (1261); Beulengneiville (1270); Bulygneville, Buligneville (1274); Bulligneiville (1280); Buligneyville (1288); Buleneiville (1295); Boleigneiville, Boleygnevile (circa 1300); Bulgneyvile (1302); Beligneville (1303); Bouloigneivile (1304); Bullegneyville (1319); Bulleneville (1321); Bulleneiville (1322); Builgneville (înainte de 1346); Bailligneville, Bullegnevilles, Bulligneville (1361); Bouligneville (1395); Bouglegnyville (1397); Hue de Bullegneyville (1426); Boulegneville (1431); Bulegnieville (1441); Bugneville (înainte de 1466); G. de Bourgnainville, Bellemeville en Lorraine (secolul al XV-lea); Bulgneville (1504); Beullegneville (1562); Bullugneville (circa 1600); Bulingneuville (secolul al XVII-lea); Bulgnieville (1711).
Potrivit lui Pierre-Henri Billy, numele, de origine galo-romană, ar însemna „domeniul lui Bullinius”. În relatările din Evul Mediu și până în secolul al XIX-lea, orașul este de asemenea numit Bulligneville. În cursul secolului al XVII-lea, orașul apare în arhivele sale parohiale sub forma Bulgnévilla.

## Istorie

### Originile
Prezența unei așezări galo-romane este confirmată printr-un sondaj efectuat de Institutul Național de Cercetări Arheologice Preventive (I.N.R.A.P.) în octombrie 2012, la ieșirea sudică a localității Bulgnéville, în locul numit les Longues Royes. Alte descoperiri izolate și mai vechi atestă, de asemenea, o ocupare galo-romană pe întreg teritoriul comunei. Câteva obiecte din această perioadă pot fi văzute în muzeul local.
Situl Bulgnéville a fost ulterior ocupat de merovingieni, așa cum o dovedește cimitirul descoperit în centrul satului la mijlocul secolului al XIX-lea. Un inventar anonim de la sfârșitul secolului al XIX-lea, descoperit în arhivele municipale, oferă următoarea descriere: „în 1859 sau 1860, în timpul demolării unei case aflate lângă spitalul din centrul târgului, s-au găsit vase de lut negru și urmele unui cimitir sau câmp de bătălie conținând o mare cantitate de oase umane”. Acest paragraf evocă existența unui cimitir merovingian, unde este frecventă descoperirea unor vase de ceramică obținute prin ardere în atmosferă reducătoare, care s-ar fi situat la vest de actualul monument al eroilor.
Colina pe care se află biserica și actualul castel a devenit, cel mai probabil între secolele al X-lea și al XII-lea, sediul unui castel medieval, în partea sud-vestică a căruia s-au dezvoltat, în vale, locuințe (curtea de jos), constituind nucleul de pornire al satului așa cum se păstrează și astăzi. Așezată pe rute comerciale, localitatea Bulgnéville s-a dezvoltat datorită târgurilor.

### Bătălia de la Bulgnéville (1431)

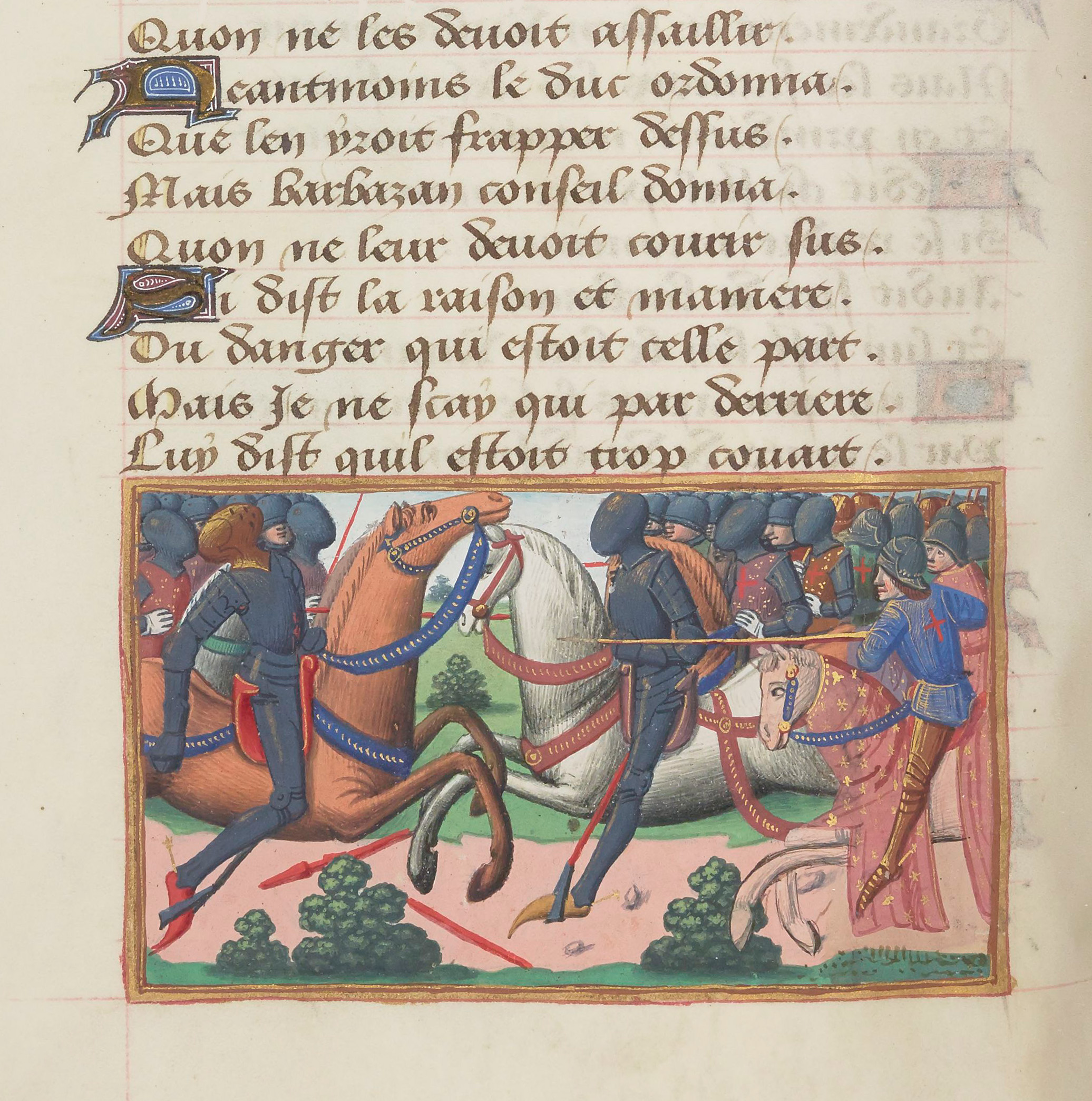
Miniatură din manuscrisul lui Martial d'Auvergne, Les Vigiles de Charles VII, cca 1484, BNF, f.77v.

În contextul tulbure al Războiului de 100 de Ani, numele Bulgnéville a căpătat o rezonanță dramatică. La 2 iulie 1431, teritoriul comunei a fost teatrul bătăliei de la Bulgnéville, care a opus trupele franco-lorene conduse de tânărul duce René I (René d'Anjou) celor anglo-burgunde, aliate cu Antoine de Vaudémont.
Conflictul își are originea în succesiunea Ducatului Lorena: contele de Vaudémont, Antoine (1416–1458), reneagă politica tatălui său Ferry I (1393–1415), mort la Azincourt, și se pune în slujba regelui Angliei. René I, succesor al socrului său Carol al II-lea, duce de Lorena, decedat în 1431, îl somează pe vărul său (și rival) Antoine să-i jure omagiu și declanșează ostilitățile.
Antoine primește sprijin substanțial din partea burgunzilor și englezilor. René este sprijinit de contingentele regelui Franței. Sub stindardul său luptă faimosul cavaler Arnault Guilhem de Barbazan (1360–1431). Cavaleria loreneză este însă învinsă de armata mai bine organizată și echipată a lui Antoine, care dispune de excelenți arcași picarzi și englezi, precum și de couleuvrines (arme de foc primitive). Barbazan, ale cărui sfaturi nu au fost urmate, este ucis în luptă, iar René este luat prizonier și dus în captivitate la palatul ducal din Dijon, în turnul care păstrează și azi numele de tour de Bar.
Conflictele au fost aplanate ulterior prin căsătoria Yolande de Bar⁠(d), fiica lui René I, cu Ferry al II-lea, fiul lui Antoine de Vaudémont (1458–1470). Fiul acestora, René al II-lea, a devenit conte de Vaudémont, duce de Lorena și duce de Bar.
Casa de Lorena-Vaudémont, descendentă din ramura cadetă a Casei de Alsacia (Gérard de Alsacia, 1048–1070), are ca descendenți direcți pe linie masculină actuala Casă de Habsburg-Lorena: Francisc al III-lea (1708–1765), conte de Vaudémont, duce de Lorena, duce de Bar, apoi mare duce al Toscanei și împărat, s-a căsătorit cu Maria Tereza a Austriei. Cuplul este strămoșul tuturor membrilor actuali ai Casei de Habsburg-Lorena, dar și – pe linie feminină – al regelui Spaniei, al regelui Belgiei și al marelui duce de Luxemburg, precum și al tuturor dinastiilor catolice europene.

### Epoca modernă
Războiul de Treizeci de Ani a întrerupt avântul economic al satului după Evul Mediu. Fortăreața a fost distrusă, iar localitatea a fost traversată de numeroase trupe și mercenari până în jurul anului 1650.
Sediu al unei baronii de mai mulți ani, Bulgnéville cunoaște un dinamism semnificativ în secolul al XVIII-lea. Odată cu construirea noului castel al familiei Des Salles, localitatea devine un centru economic animat, cu patru târguri, o piață săptămânală și numeroși meșteșugari: tăbăcari, împletitori de coșuri, olari etc. Din baronie, satul devine centrul unei seniorii care este ridicată la rang de marchizat în 1708, seniorie ce cuprinde nu mai puțin de 13 sate.
Un convent al părinților recollecti este fondat de seniorul satului, Claude Gustave Chrétien I Des Salles, pe un teren apropiat de castelul său și de iazul cunoscut sub numele de Neuf Étang (menționat într-un recensământ din 1727). Construcția începe în primăvara anului 1710. Terenul destinat edificiului religios este oficial sfințit la 28 iulie 1709, iar o cruce este simbolic înfiptă în prezența lui Jacques-Charles de Brisacier, vicar general al diecezei de Toul, a lui Claude Gustave Chrétien Des Salles și a fratelui său François I Des Salles, devenit marchiz de Bulgnéville în 1707, în urma unei donații.
Un spital modest a fost fondat prin testamentul lui Jean Batin și al soției sale Marguerite Thérèse Robert, datat 15 iulie 1712. La început, acest stabiliment ocupă o fermă situată pe strada Soub-les-Halles (astăzi rue Gustave-Deleris) și primește primii pacienți în ianuarie 1714. Spitalul este complet reconstruit începând cu 1779 și finalizat în 1784, în forma pe care o cunoaștem astăzi.
În jurul anului 1710, Bulgnéville numără peste 600 de locuitori și reunește în cursul secolului al XVIII-lea toți factorii necesari pentru a deveni un centru urban.
Între 1837 și 1840 au loc cercetări de cărbune pe teritoriul comunei, iar o concesiune minieră este acordată, însă nu s-a efectuat nicio extracție.

### Epoca contemporană
După Revoluție, Bulgnéville devine reședința unui canton și numără aproximativ 1.000 de locuitori. Agricultura continuă să joace un rol important în economie, iar începând cu anii 1930, se dezvoltă industria laptelui, care devine o ramură esențială a activității locale.
În timpul campaniei din Lorena, pe 9 noiembrie 1944, în timp ce forțele aliate avansează spre est, trupele germane decid să incendieze Bulgnéville, ca represalii pentru un atac al Forțelor Franceze din Interior (F.F.I.)⁠.
Datorită intervenției curajoase a primarului René Linge, fost combatant în Primul Război Mondial, satul și locuitorii săi sunt salvați de la distrugere. René Linge se oferă voluntar ca ostatic, împiedicând astfel represaliile germane și salvând comuna de la un destin tragic.

## Populația și societatea

### Date demografice
Evoluția numărului de locuitori este cunoscută prin recensămintele populației efectuate în comună începând din 1793. Pentru comunele cu mai puțin de 10 000 de locuitori, un recensământ al întregii populații este realizat la fiecare cinci ani, populațiile legale pentru anii intermediari fiind estimate prin interpolare sau extrapolare.
În 2022, comuna număra 1 523 locuitori, în scădere cu -0,13 % față de 2016 (Vosges: -2,96 %, Franța fără Mayotte: +2,11 %).
| An        | 1793 | 1821 | 1841  | 1856 | 1876  | 1886  | 1901 | 1921 | 1936 | 1962 | 1982  | 2006  | 2014  | 2022  |
| --------- | ---- | ---- | ----- | ---- | ----- | ----- | ---- | ---- | ---- | ---- | ----- | ----- | ----- | ----- |
| Populație | 899  | 989  | 1 008 | 993  | 1 127 | 1 055 | 905  | 658  | 577  | 880  | 1 220 | 1 300 | 1 505 | 1 523 |

## Cultură locală și patrimoniu

### Locuri și monumente
- Spălătoria Marant, numită „a Canalului”: este vorba despre o fântână-spălătorie și adăpătoare cunoscută sub denumirea de „a Canalului” (în amintirea canalului de evacuare a apelor din iaz, care trece chiar în spatele acesteia) și care a fost decisă în anul 1811. Într-adevăr, încă din 1789, spălătoria Grande Eau (astăzi dispărută, aflată la intersecția dintre rue du Fanet și drumul spre Saulxures) își pierduse treptat capacitatea de alimentare cu apă. Sub Imperiu, problema spălătoriei devine tot mai presantă, deoarece, la 7 mai 1811, primarul Josset nu putea concepe ca „o comună cu o populație ce depășea o mie de suflete” să nu dispună decât de o singură spălătorie. Mai mult, aceasta era „complet secată și nu mai primea apă din izvoarele care odinioară o alimentau” (Registrul de deliberări municipale între 10 mai 1810 și 16 februarie 1813). Evenimentele istorice (ocupația din 1815, schimbările de regim politic) și contextul economic nu au permis construirea noii spălătorii decât în ianuarie 1832. Astfel, la 2 ianuarie 1832, sub primăria lui Joseph Marant, se ia decizia de a construi o nouă spălătorie în centrul comunei. Aceasta este finalizată în 1835. A fost complet restaurată între 1998 și 1999, iar lucrările, realizate sub mandatul primarului Christian Franqueville, au fost inaugurate oficial în iunie 1999, în prezența primarului onorific Georges Colin, descendent al lui Joseph Marant, care inaugurase lucrările.
- Fântâna cu Apă Minerală, numită „des Curtilles”[36]: situată la ieșirea nordică a târgului. Își datorează numele unei serii de vindecări și ameliorări ale unor afecțiuni ale aparatului digestiv (gastrite, deficiențe ale stomacului, intestinelor etc.) survenite pe parcursul anului 1836, datorită apei care izvora dintr-un puț artezian săpat în partea de jos a Grande Rue. Aceste vindecări sunt din ce în ce mai des semnalate. Ele ajung la urechile subprefectului de Neufchâteau, domnul Laurent, care, la 29 noiembrie 1836, îi transmite primarului din Bulgnéville, Joseph Marant, dorința sa de a face analizate „apele fântânii dvs. arteziene de pe drumul spre Neufchâteau”, și aceasta „în interesul Bulgnéville-ului și al umanității […] pentru a ajunge la o evaluare exactă a virtuților lor medicale”. El încredințează această misiune doctorului Henry Braconnot, care își prezintă verdictul câteva luni mai târziu, la 4 iulie 1837. Analiza acestor ape arată o cantitate importantă de minerale diverse, dintre care cele mai semnificative sunt carbonatul de calciu (0,130 g/litru) și carbonatul de magneziu (0,155 g/litru). Henri Braconnot menționează, de asemenea, prezența carbonatului de stronțiu, un săruri „care nu a fost încă identificată în alte ape din Franța”, dar nu se pronunță cu privire la proprietățile medicinale ale apei din Bulgnéville.

Sprijinindu-se pe aceste date, comuna înțelege interesul financiar al unui asemenea tezaur natural. La 7 februarie 1846, consiliul municipal condus de Charles Jeannoël (primar între decembrie 1839 și noiembrie 1846) decide „să închirieze apa minerală care țâșnește din puțul artezian de pe Grande Rue, având în vedere că este eficientă pentru sănătate” și că există „mai multe persoane care și-au exprimat intenția de a o închiria”. La 8 martie următor, sunt stabilite condițiile de închiriere a fântânii din Grande Rue, pe baza principiului că apa va rămâne accesibilă gratuit pentru locuitorii din Bulgnéville. Dacă persoane din afara comunei doresc să consume apă, vor putea face acest lucru pe durata unui „sezon de douăzeci și una de zile” contra unei sume maxime de 6 franci, iar exportul va fi permis la un tarif de maximum „zece centime pe litru”. Articolul 3 reflectă voința de dezvoltare a activității, precizând că „dacă aceste ape ar fi clasificate drept minerale și plasate sub reglementarea ordonanței regale din 18 iunie 1832, concesionarul va suporta toate cheltuielile”. Apele care curg liber vor alimenta jgheaburile pentru animale, iar „călătorii vor avea de asemenea libertatea de a bea în trecere”. În septembrie 1846, primul concesionar este nimeni altul decât industriașul recent stabilit, Charles Constantin Gheerbrant, proprietarul filaturii Récollets, contra sumei de 120 de franci și pentru o durată de șase ani.
Pentru a conferi un plus de prestanță acestei surse, comuna decide, în septembrie 1848, amenajarea unui ansamblu întreg care să cuprindă bazin, jgheaburi, borne, pavaj și gard. Lucrările sunt adjudecate la 30 decembrie 1848 antreprenorului Nicolas Gouget și cioplitorului în piatră Étienne Liégeois, ambii originari din Bulgnéville. Aceste lucrări importante, în valoare de peste 1300 de franci, sunt finalizate la 1 februarie 1849. Gura izvorului este decorată cu un bazin din calcar de Marey, lucrat cu grijă, care este încă vizibil astăzi.
Convinsă că deține, prin această fântână, viitoarea bază a unei stațiuni termale, comuna decide, la 12 aprilie 1857, să solicite recunoașterea oficială a sursei ca fiind de utilitate publică și să îi fie acordat un perimetru de protecție. Însă, la 13 martie 1858, inginerul minier al biroului din Strasbourg redactează un raport de șapte pagini ale cărui concluzii sunt categorice: „cred că nu există niciun motiv serios pentru a admite această dublă cerere (declarație de interes public și perimetru de protecție), ba chiar ar exista inconveniente grave în a o aproba”.
Neregăsind niciun beneficiu real pentru sănătatea consumatorilor, inginerul minier respinge toate cererile comunei, iar fântâna cade din nou în uitare. Astăzi, izvorul acestei fântâni s-a pierdut, iar apa nu mai curge. La o dată necunoscută, această fântână a primit numele de fântâna des Curtilles. Bazinul și gura izvorului său au devenit emblema sindicatului de inițiativă al comunei, apoi a asociației care i-a succedat în 2015, Bul'Animation Tourisme.
- Biserica Saint-Pierre-et-Saint-Paul (secolele al XII-lea – al XVIII-lea), care integrează o capelă castrală din secolul al XIV-lea[38].

Biserica a fost refăcută în proporție de trei sferturi între 1785 și 1789 (construirea unui cor poligonal cu cinci laturi, prelungirea navei spre vest, construirea unui turn-pridvor).
În anul 1791, o parte a plafonului navei a fost înălțată pentru a permite instalarea orgii, provenită de la fostul convent al fraților recoleți din Bulgnéville.
Patrimoniu mobil:

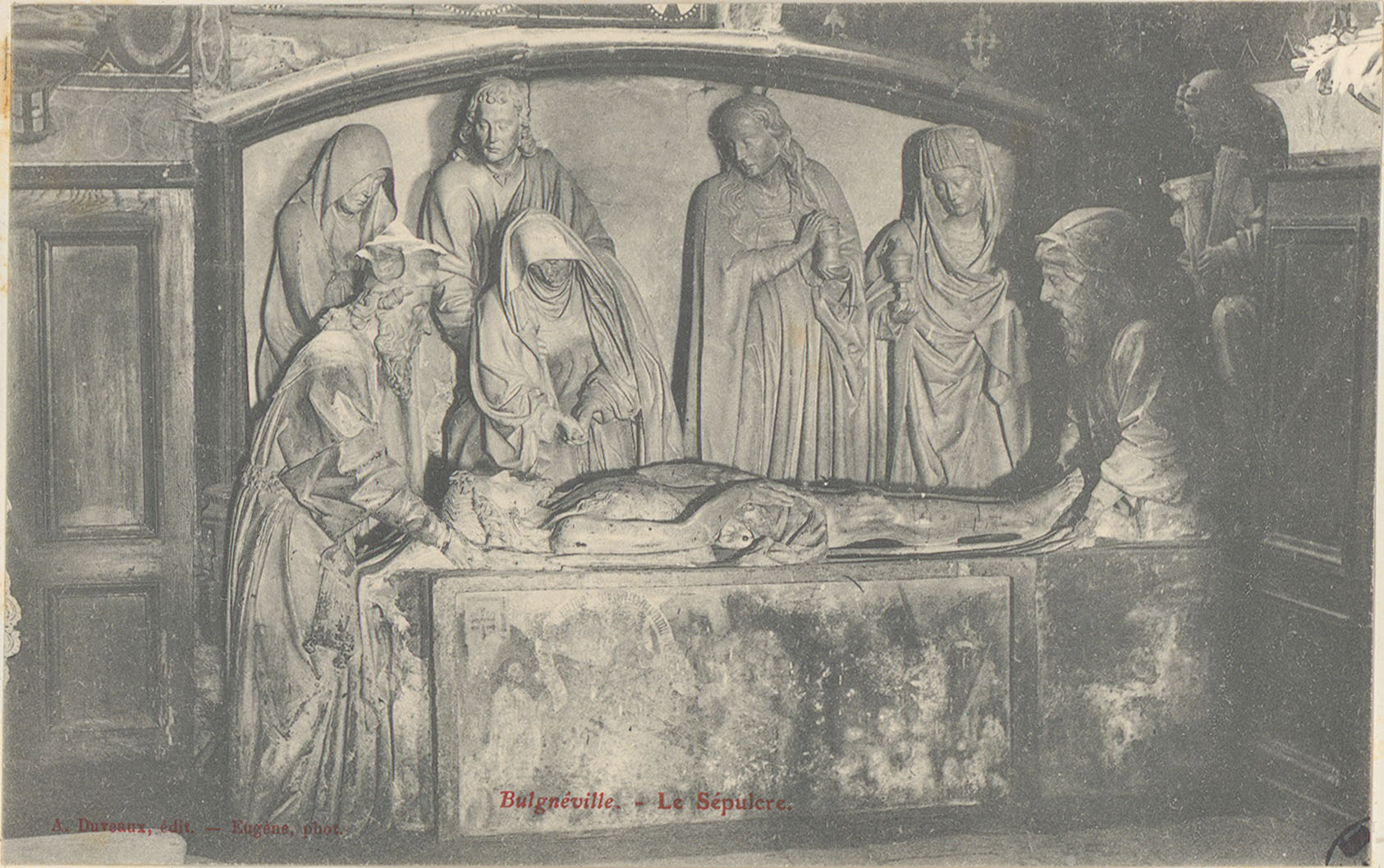
Imagine de epocă a Sépulcre de Bulgnéville

- placă funerară a lui Jehan Marchant, paroh.
- grup statuar (mărime naturală): Punerea în mormânt.
- statuie: Înger purtând crucea.
- basorelief: Legenda celor trei Marii.
- statuie: Hristos în lanțuri.
- lambriuri decorative de perete.
- lambriuri decorative de perete.
- amvon de predică.
- grup statuar: Adormirea Maicii Domnului.
- 2 confesionale.
- mecanism de ceas.

Capela numită în mod impropriu „castrală” (capela seniorială devenită sacristie în 1789) era cunoscută în secolul al XVIII-lea sub numele de capela Saint-Sébastien, zisă du Sépulcre. Aceasta adăpostește mai multe statui sau ansambluri monumentale impresionante: Sépulcre-ul sau Punerea în mormânt, datând de la sfârșitul secolului al XV-lea / începutul secolului al XVI-lea, Legenda celor Trei Marii (secolul al XVI-lea) — sau a Celor Trei Mari, după alte surse — și Christ-aux-Liens (Hristos în lanțuri, secolul al XVIII-lea), care se afla la intrarea în capela fostului spital. Cei patru evangheliști sunt reprezentați sub forma simbolurilor lor, la punctele de sprijin ale bolților capelei.
- Fostul convent al recolletilor, din care s-au păstrat doar partea centrală și aripa sudică, biserica fiind demolată la sfârșitul secolului al XVIII-lea. În interior, aripa sudică adăpostește o scară magnifică din stejar masiv, datând din primul sfert al secolului al XVIII-lea[57].
- Capela Sainte-Anne. Situată la ieșirea sudică a satului, cheia de boltă poartă data de 1599. Astăzi este o proprietate privată, după ce a fost cumpărată de familia Aymé la 20 iunie 1895 în cadrul comunei. Până în 1828 era înconjurată de cimitirul parohial, înființat acolo după închiderea în 1785 a cimitirului ce înconjura biserica, din cauza extinderii acesteia.
- Lacul Récollets (iazul de pescuit). Acest iaz făcea parte din cele cinci iazuri situate pe teritoriul comunei Bulgnéville. Este mai vechi decât conventul recolletilor al cărui nume l-a preluat în cursul secolului al XVIII-lea, dând naștere ideii greșite că ar fi fost săpat de către călugări. Iazul este deja menționat în înregistrările seigneuriale de la sfârșitul secolului al XVII-lea sub denumirea de „iazul nou” („le neuf étang”). Este alimentat de pâraie venind din pădure, în special de izvorul fântânii des Épousés. În fața sa se afla o carpière (bazin pentru creșterea crapilor), astupată în secolul al XIX-lea. Faptul că digul său a devenit un drum spre noul cimitir înființat în 1828, precum și existența unui deversor care alimenta un canal (astăzi acoperit) ce traversează satul, au contribuit probabil la conservarea sa, spre deosebire de celelalte patru iazuri care au fost rapid secate (în secolul al XIX-lea) și transformate în pășuni — cu excepția iazului din pădure, al cărui impresionant dig este încă vizibil mai jos de fântâna Finette, în pădurea Fanet, pe cursul pârâului Bas des Fossés.
- Fostul spital din secolul al XVIII-lea (1772–1783)[58]. Această impunătoare clădire este astăzi în mare parte transformată într-un ansamblu locativ. Capela, din păcate transformată în sală parohială la sfârșitul anilor 1970, se află în partea din spate a clădirii. Aceasta păstrează o serie de patru vitralii datând din 1867, precum și un confesional din secolul al XVIII-lea. Alături de ea se afla odinioară și șura spitalului, astăzi demolată. Clădirea este încă surmontată de turnul său-clopotniță, în care se află un clopot din 1805. Grădinile se află din păcate într-o stare de abandon, în așteptarea amenajării unui ansamblu peisagistic original care să invite la plimbare.
- Spații verzi. Oraș decorat: trei flori au fost atribuite localității de către Consiliul Național al Orașelor și Satelor Înflorite din Franța în cadrul Concursului orașelor și satelor înflorite[n 6].
- Bornă comemorativă a „Jurământului de la Koufra”[59].

### Personalități
- Solveig Dommartin (1961–2007), actriță și regizoare, și-a petrecut copilăria în localitate. Este înmormântată aici.